# Receptfria läkemedel
Receptfria läkemedel är läkemedel som säljs utan recept, och är avsedda för egenvård. Med egenvård avses behandling av enklare kortvariga åkommor där patienten själv kan ställa diagnos och ta beslut om behandling.
Vilka läkemedel som säljs receptfritt, och var de säljs, kan variera från land till land. I Sverige såldes även receptfria läkemedel enbart på de statliga apoteken, men från 1 november 2009 kan vissa receptfria läkemedel även säljas i andra butiker.
För att ett läkemedel ska få säljas receptfritt krävs att användningsområdet är lämpligt för egenvård, det vill säga att det är lätt för patienten att själv ställa diagnos. Risken för sammanblandning med annan svår sjukdom ska vara minimal, eftersom behandling av denna annars kan fördröjas. 
Det ställs samma krav på att läkemedlet är godkänt för försäljning i Sverige för att få det receptfritt, men Läkemedelsverket som beslutar om godkännanden, granskar patientinformationen (den så kallade bipacksedeln) extra för att behandlingen ska utföras rätt.